# 1698

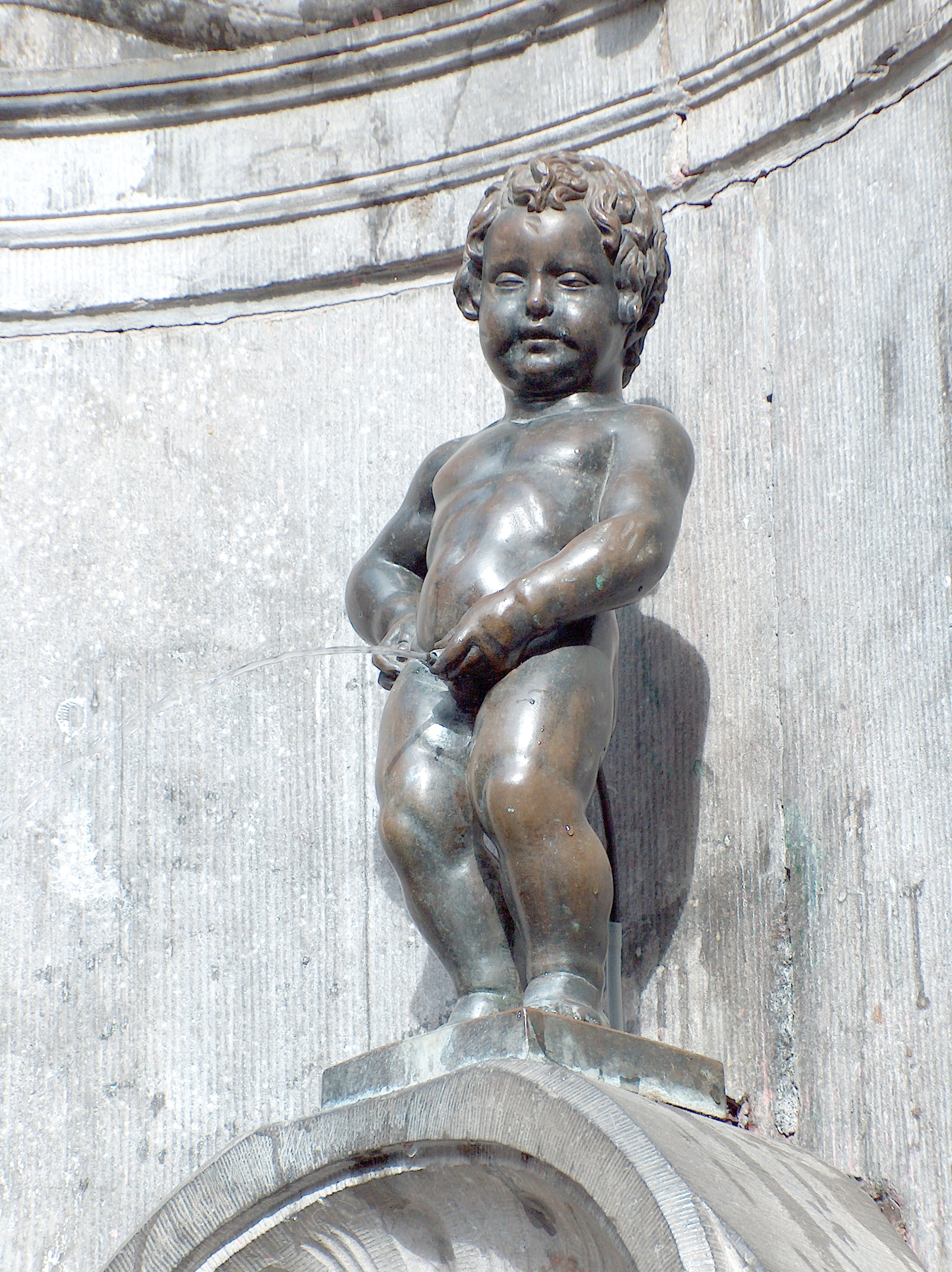
Manneken Pis

Het jaar 1698 is het 98e jaar in de 17e eeuw volgens de christelijke jaartelling.

## Gebeurtenissen
januari
- 15 - Op de VOC-werf in Amsterdam wordt het fregat Peter en Paul te water gelaten, waaraan de Russische tsaar Peter de Grote vier maanden als leerling-timmerman heeft meegewerkt, en waarvoor hij nu zijn getuigschrift ontvangt.

mei
- 1 - Manneken Pis draagt voor het eerst een kostuum.
- 18 - De Amsterdamse afgezette dominee Balthasar Bekker wordt voorgedragen als lid van de Royal Society in Londen. Maar als de voordracht een maand later wordt overgenomen, is Bekker al overleden.

juni
- 6 tot 18 - Streltsy-opstand in Rusland door leden van de keizerlijke garde, terwijl Peter de Grote met de Grote Ambassade in West-Europa verblijft.

juli
- 2 - Thomas Savery krijgt patent op de eerste stoommachine.

augustus
- augustus Tsaar Peter de Grote en Koning August II van Polen ontmoeten elkaar in

Rawa, waar zij de eerste voorbereidingen treffen voor een gezamenlijke aanval op Zweden.
september
- 18 - De Man met het ijzeren masker wordt overgeplaatst naar de Bastille.

december
- december - In Groot-Brittannië krijgen alle piraten gratie, met uitzondering van Henry Every en William Kidd.

zonder datum
- Het Engelse Lagerhuis maakt een einde aan het monopolie van de Royal African Company en geeft de Transatlantische slavenhandel vrij.
- Het Engelse koninklijk paleis in Whitehall brandt af.
- Sai Setthathirat II dwingt Nan Tharat tot aftreden en wordt zo de 31e en laatste koning van Lan Xang.

## Muziek
- Heinrich Ignaz Franz Biber componeert de Missa Alleluja

## Bouwkunst

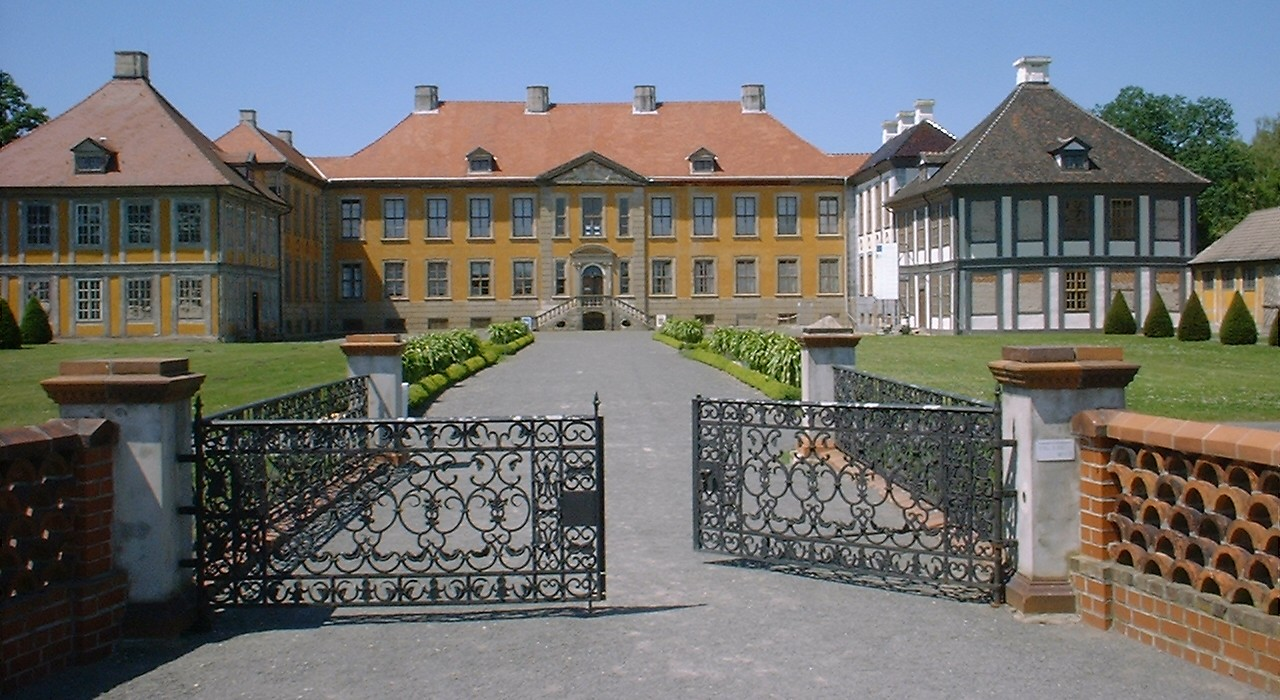
Slot Oranienbaum (1698)

## Geboren
januari
- 3 - Pietro Metastasio, Italiaans librettist (overleden 1782)

maart
- 6 - Johannes Alberti, theoloog uit de Republiek der Zeven Verenigde Nederlanden (overleden 1762)

datum onbekend
- Colin Maclaurin, Schots wiskundige (overleden 1746)

## Overleden
juni
- 11 - Balthasar Bekker (64), Nederlands predikant en theoloog
- 14 - Gerrit Berckheyde (60), Noord-Nederlands schilder van stadsgezichten
- 27 - Rombout Verhulst (74), (Zuid-)Nederlands beeldhouwer

juli
- 16 - Christoph Kaldenbach (84), Duits dichter en componist